# Stefan Schwab (Leichtathlet)
Stefan Schwab (* 29. Mai 1987 in Hamburg) ist ein deutscher Leichtathlet.

## Laufbahn
Der für den TSV in Schwarzenbek startende Schwab begann seine sportliche Laufbahn 1998. Erste nationale Erfolge stellten sich 2005 mit dem Gewinn der Bronzemedaille über 100 Meter bei den Deutschen A-Jugendmeisterschaften ein. Hier verbesserte Schwab auch den 39 Jahre alten schleswig-holsteinischen Landesrekord über 100 Meter auf 10,61 s.
Seit dem Jahre 2005 gehört Schwab dem Bundeskader Kurzsprint an. Im Jahr 2006 wurde Schwab durch den Deutschen Leichtathletik-Verband für den U20-Hallenländerkampf gegen Frankreich und Italien in Ancona nominiert. Somit durfte er hier erstmals in der Nationalmannschaft für Deutschland an den Start gehen und belegte den zweiten Platz. In der Sommersaison belegte er bei den Deutschen Juniorenmeisterschaften den dritten Rang über 100 Meter. Zudem nahm er als Mitglied der Nationalmannschaft an den U20-Weltmeisterschaften in Peking (China) für Deutschland teil.
2007 belegte Schwab bei den Deutschen Meisterschaften in Erfurt über 100 Meter den sechsten Platz. Bei den Deutschen Juniorenmeisterschaften sicherte er sich jeweils den dritten Platz über 100 und 200 Meter.
In der Hallensaison 2008 belegte Schwab bei den Deutschen Meisterschaften der Männer den fünften Platz in neuer Landesrekordzeit für Schleswig-Holstein von 6,69 s.
In der folgenden Sommersaison verbesserte sich Schwab von Wettkampf zu Wettkampf. Daher wurde er vom Deutschen Leichtathletik-Verband in die Nationalmannschaft für den U23-Länderkampf gegen Polen über 100 Meter und für die Staffel berufen. Die 100 Meter entschied er in 10,31 s für sich und konnte ebenso mit der 4-mal-100-Meter-Staffel in 39,97 s zum Sieg laufen.
Bei den Deutschen Meisterschaften der Männer in Nürnberg wurde Stefan Schwab in 10,29 s Deutscher Vizemeister hinter Tobias Unger. Bei den drei Wochen später stattfindenden Deutschen Juniorenmeisterschaften in Recklinghausen sicherte Schwab sich in 10,33 s seinen ersten Deutschen Meistertitel über 100 Meter.
Im Winter 2009 überraschte Stefan Schwab mit der Erfüllung der geforderten Halleneuropameisterschafts-Norm von 6,66 s, er lief am 24. Januar in Hamburg 6,65 s. Einen Monat später gewann Schwab bei den Deutschen Hallenmeisterschaften in Leipzig in überragender Manier seinen ersten Deutschen Meistertitel bei den Erwachsenen. Seine Bestleistung verbesserte er dabei auf 6,59 s und stellte somit einen neuen Schleswig-Holsteinischen Landesrekord auf. Bei den anschließenden Halleneuropameisterschaften in Turin erreichte er das Halbfinale. Am 7. Juni 2009 konnte er unter günstigen Bedingungen und Rückenwind von 1,8 m/s seine Bestzeit auf 10,19 s verbessern und erfüllte damit die Qualifikationsnorm für die Weltmeisterschaften in Berlin, an welchen er auch teilnahm.
In der Hallensaison 2010 wurde Stefan Schwab nochmals deutscher Vizemeister. In den folgenden Jahren erreichte er noch einige Platzierungen unter den ersten acht bei deutschen Meisterschaften, jedoch verhinderten mehrere Verletzungen die Wiederholung von Spitzenleistungen. Im September 2014 riss sich Schwab während eines Wettkampfs die rechte Achillessehne.
Insgesamt konnte Schwab 32 Landesmeistertitel sowie 8 Norddeutsche Meistertitel erringen.

## Persönliche Bestleistungen
- 6,59 s auf 60 m, in der Halle: Leipzig, 21. Februar 2009
- 10,19 s auf 100 m, in Regensburg (+1,8 m/s), 7. Juni 2009
- 21,46 s auf 200 m, in Büdelsdorf, (−0,7 m/s), 15. Juni 2008